# Кастелу (Эспириту-Санту)
Кастелу (порт. Castelo) — муниципалитет в Бразилии, входит в штат Эспириту-Санту. Составная часть мезорегиона Юг штата Эспириту-Санту. Входит в экономико-статистический микрорегион Кашуэйру-ди-Итапемирин. Население составляет 35 054 человека на 2006 год. Занимает площадь 668,971 км². Плотность населения — 52,4 чел./км².

## История
Город основан 25 декабря 1928 года. 

## Статистика
- Валовой внутренний продукт на 2003 составляет 134.687.165,00 реалов (данные: Бразильский институт географии и статистики).
- Валовой внутренний продукт на душу населения на 2003 составляет 3.961,39 реалов (данные: Бразильский институт географии и статистики).
- Индекс развития человеческого потенциала на 2000 составляет 0,762 (данные: Программа развития ООН).